# Wickerbach
Der Wickerbach ist ein etwa 23,5 km langer Bach, der durch die östlichen Wiesbadener Vororte fließt und zwischen Hochheim am Main und Flörsheim von rechts in den Main mündet.

## Name
Der gleichnamige Ort Wicker wurde erstmals im Jahr 910 („Wiccrino marca“) urkundlich erwähnt. Der Name leitet sich wahrscheinlich vom germanischen Verb *weik-a- „weichen, vorwärts bewegen“ ab.

## Geographie

### Verlauf
Der Wickerbach entspringt nordwestlich des Ortskerns des Wiesbadener Vororts Naurod, etwa 100 Meter nördlich der Bundesstraße 455 in der Nähe einiger kleiner Teiche. Die Situation im Quellgebiet wird von nicht mehr genutzten Trinkwasserstollen beeinträchtigt, die zurückgebaut werden müssten, wenn die Quellbäche des Wickerbachs oberhalb der Teichanlage wieder fließen sollen.
Von der Teichanlage aus unterquert das Bachbett die Bundesstraße 455 und der Wickerbach durchfließt Naurod zum Teil unterirdisch in südöstlicher Richtung, vorbei an Wiesbaden-Auringen, auf einer linksseitigen Anhöhe liegend. Hinter Auringen, nach einer Fließstrecke von 3,4 Kilometern, fließt ihm von links der Aubach zu, der mit 3,7 Kilometer an diesem Punkt eine geringfügig längere Fließstrecke zurückgelegt und die Ostseite von Auringen passiert hat. Gewässerkundler nehmen diesen oder sonst einen anderen Grund zum Anlass, den Aubach mit der Gewässerkennzahl 2498 des Wickerbachs und mit seinem Namen und seiner Kilometrierung zu kennzeichnen. Die Bewohner von Naurod und Auringen sind sich jedoch darin einig, dass der Wickerbach in Naurod entspringt und haben deshalb zum Beispiel befürwortet, dass die in Naurod neu erbaute Grundschule 2020 den Namen Wickerbach-Grundschule erhielt. Die weiteren Zuflüsse auf dem Weg zum Main sind der Medenbach bei Wiesbaden-Breckenheim, der Klingenbach bei Hofheim-Wallau, das er anschließend durchfließt, und der Nordenstädter Bach bei Wiesbaden-Delkenheim, dessen auf einer Anhöhe gelegenen Ortskern er auf drei Seiten umfließt.

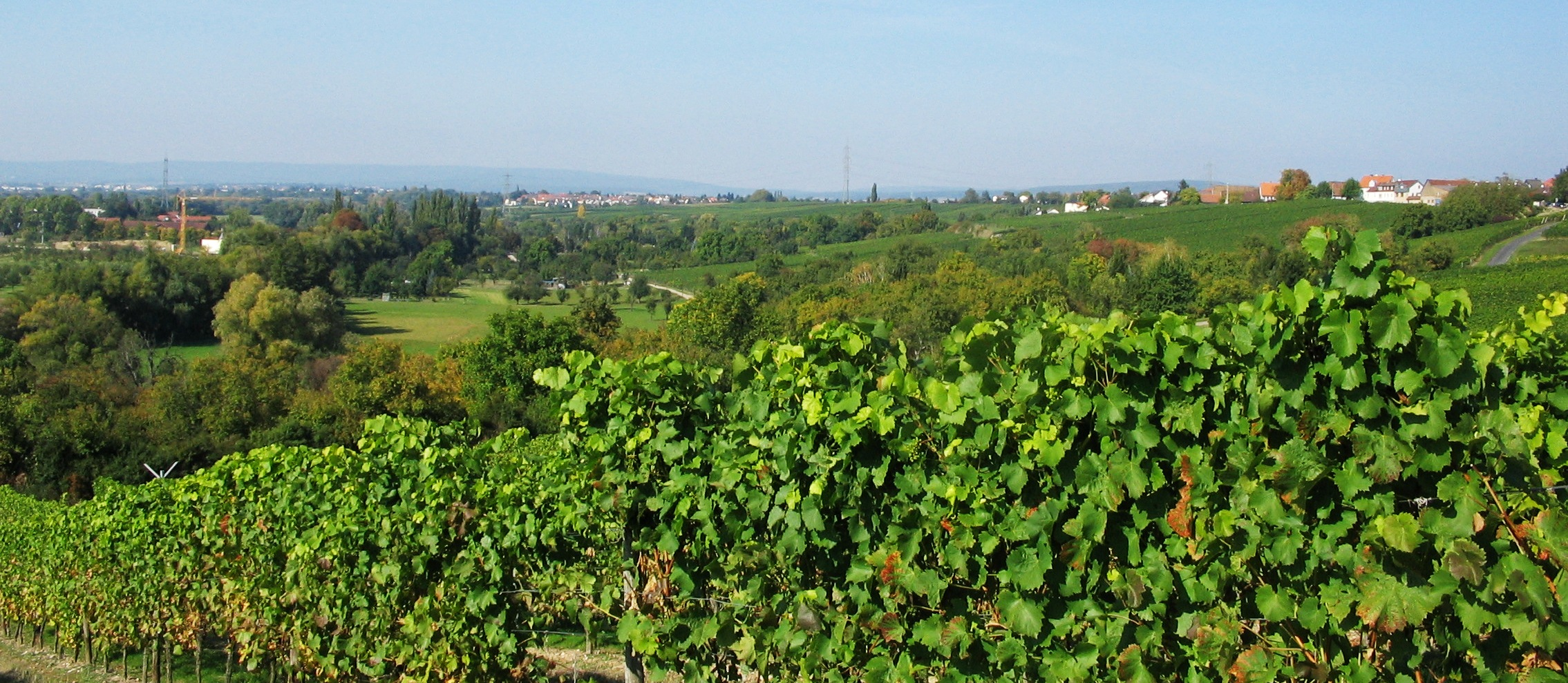
Blick von der Flörsheimer Warte zur Wickerbachaue mit den Weinbergen von Wicker und weiter hinten Massenheim

Diese Anhöhe begleitet seinen weiteren Lauf im Osten als eine immer höher aufragende Geländestufe, auf der zuerst die Ortschaft Hochheim-Massenheim liegt, gefolgt von Flörsheim-Wicker als dem letzten und namengebenden Ort über dem Tal des Wickerbaches. Ein Teil der Wickerer Weinberge liegt auf den steilen Südwesthängen zwischen dem Ort und dem Bach.
Ab Wicker bildet die Geländestufe über der Talaue und der Taleinschnitt bis zur Keramag-Siedlung einen wesentlichen Teil der Flörsheimer Schweiz.
Die besagte Geländestufe zwingt den Wickerbach von Delkenheim bis Wicker und darüber hinaus bis zur Wiesenmühle zu einem sanften Rechtsbogen, bis er diese Stufe im Naherholungs- und Naturschutzgebiet Falkenberg durchschneidet und beim Flörsheimer Stadtteil Keramag/Falkenberg auf einer Höhe von 83 m von rechts in den Main einmündet.
Der etwa 23,8 km lange Lauf des Wickerbachs endet ungefähr 247 Höhenmeter unterhalb seiner Quelle, er hat somit ein mittleres Sohlgefälle von etwa 10 ‰.

### Einzugsgebiet
Das 64,89 km² große Einzugsgebiet des Wickerbachs erstreckt sich vom Hohen Taunus über den Vortaunus und das Main-Taunusvorland bis zur Untermainebene und wird durch ihn über den Main und den Rhein zur Nordsee entwässert.
Es grenzt
- im Nordosten an das Einzugsgebiet des Daisbachs, der in den Schwarzbach mündet;
- im Osten an das des Schwarzbachs direkt, der in den Main mündet;
- im Südosten an das des Weilbachs, der über den Ardelbach in den Main entwässert;
- im Südwesten an das des Käsbachs, der in den Main mündet;
- im Westen an das des Wäschbachs, der über den Salzbach in den Rhein entwässert;
- im Nordwesten an das des Rambachs, der in den Salzbach mündet und
- im Norden an das des Theißbachs, der in den Daisbach mündet.

Die höchste Erhebung ist der Kellerskopf mit einer Höhe von 474 m im Nordwesten des Einzugsgebiets.

### Zuflüsse
- Aubach[9] (links), 3,7 km
- Alsbach (rechts), 2,0 km
- Querbach [GKZ 2498192] (rechts), 0,9 km
- Medenbach (links), 7,2 km,	7,69 km²
- Klingenbach (links), 8,6 km, 14,6  km², 97,4 l/s
- Nordenstädter Bach [GKZ 249876] (rechts), 1,2 km

## Daten
Die Länge des Baches beträgt knapp 24 Kilometer, sein oberirdisches Einzugsgebiet 64,5 km².
Von der Quelle bis zur Einmündung des Medenbachs ist der Wickerbach ein Gewässer III. Ordnung. Von dort bis zur Einmündung in den Main ein Gewässer II. Ordnung.

## Natur und Umwelt

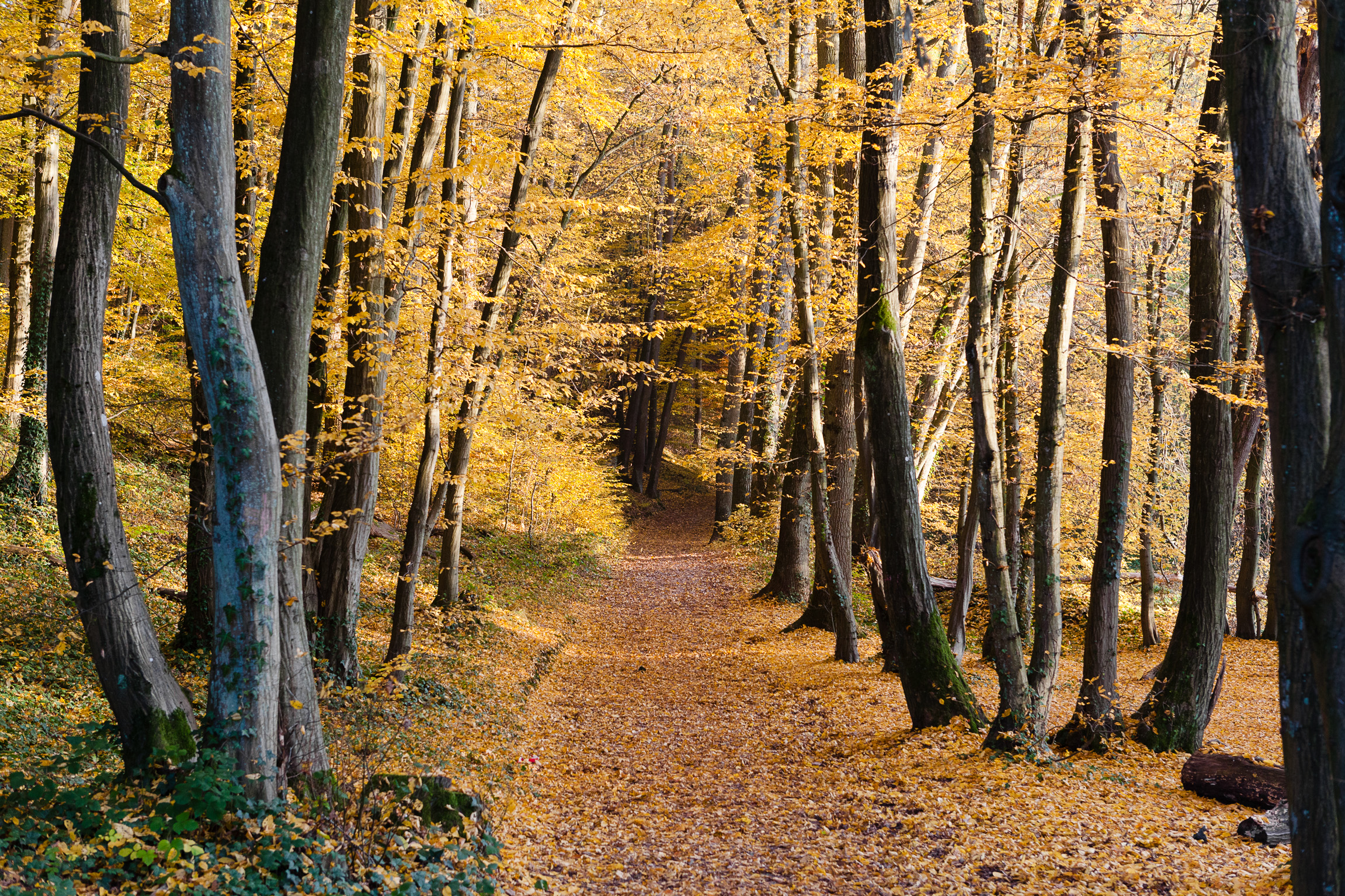
Radwanderweg Naurod-Igstadt im Wickerbachtal bei Auringen

### NaturschutzgebietWickerbachtal bei Kloppenheim
Zwischen Wiesbaden-Kloppenheim und -Medenbach befindet sich das Naturschutzgebiet Wickerbachtal bei Kloppenheim. Das 9,7 Hektar große Gebiet wurde am 16. Mai 1992 in den Gemarkungen von Kloppenheim und Igstadt ausgewiesen. Der Zweck des Schutzgebietes im  Naturraum Vortaunus ist es, ein typisches Wiesental als Lebensraum seltener und bedrohter Lebensgemeinschaften auf feuchten und nassen Wiesen zu schützen. Dazu gehören das Seggenried der Rispen-Segge sowie Wiesen mit Sumpfdotterblumen und Kohldistel. Ziel ist eine Verringerung von Grünlandnutzung und Brachen.

### NaturdenkmalLinde an der Brücke über dem Wickerbach in Wallau

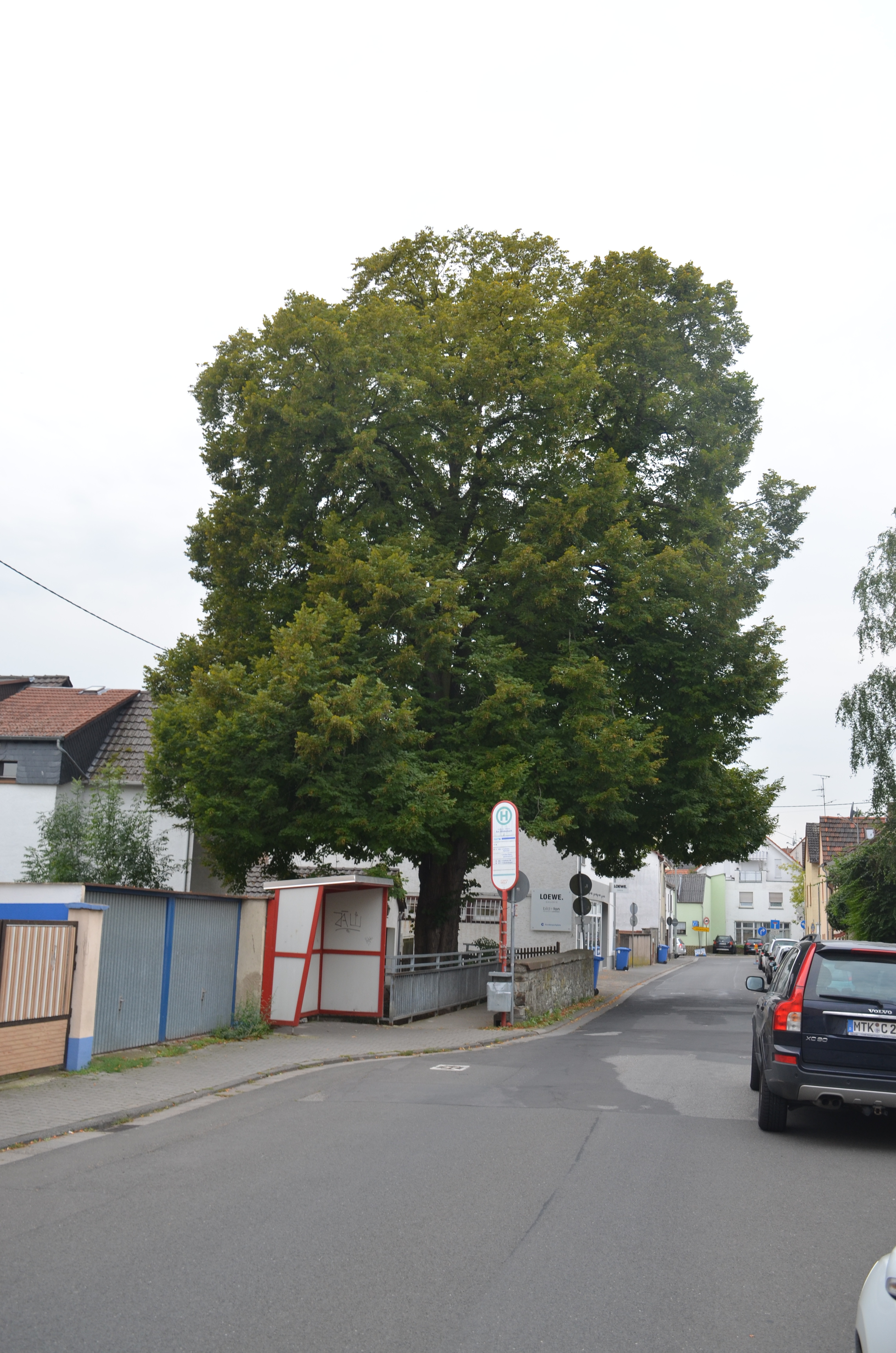
Linde an der Brücke über dem Wickerbach

Die Linde an der Brücke über dem Wickerbach in Wallau steht als Naturdenkmal unter Schutz. Die prächtige Sommerlinde wurde 1894 vom örtlichen Bienenzuchtverein gepflanzt. Mit ihrer prächtigen Krone prägt sie das Ortsbild. 
Siehe auch Liste der Naturdenkmale in Hofheim am Taunus.

### NaturschutzgebietWickerbachaue von Flörsheim und Hochheim
Der Abschnitt der Tallandschaft von Wicker bis zum Stadtteil Keramag wurde 1998 unter dem Namen Wickerbachaue von Flörsheim und Hochheim als Natur- und Landschaftsschutzgebiet ausgewiesen. Die als Naturschutzgebiet ausgewiesenen Teile umfassen die Sandrasen und Trespen-Halbtrockenrasen am Geisberg, den südlichen Teil der Wickerbachaue mit ihren Uferabbrüchen und der strukturreichen Hecken- und Gebüschvegetation sowie Teile der ehemaligen Kalkgrube Am Geisenberg. Sie haben eine Größe von etwa 39 Hektar. Die als Landschaftsschutzgebiet ausgewiesenen Teile umfassen im Wesentlichen den nördlichen Teilbereich der Bachaue mit seinen intensiv genutzten Grünlandflächen und den Gärten sowie im Süden die ornithologisch bedeutsamen Streuobstbestände und die Hecken- und Gebüschvegetation am Falkenberg. Sie haben eine Größe von etwa 59 Hektar. Die unter Schutz gestellten Flächen bilden einen Rest der ursprünglich im Main-Taunus-Vorland großflächig vorkommenden naturnahen und extensiv genutzten Grünzüge.

## Regionalparkweg
Der Regionalpark Rhein-Main hat in der Wickerbachaue einen Regionalparkweg angelegt, eine Reihe von Projekten verwirklicht und das Tal so als Naherholungsgebiet aufgewertet. Dieser Regionalparkweg führt von der Elisabethenstraße, die zwischen Delkenheim und Massenheim den Bach überquert und hier die Kreisgrenze des Main-Taunus-Kreises bildet, bis zur Keramag.